# Alvin Jones (cầu thủ bóng đá)
Alvin Jones (sinh ngày 9 tháng 7 năm 1994) là một cầu thủ bóng đá người Trinidad và Tobago hiện tại thi đấu cho đội bóng tại TT Pro League W Connection. Anh cũng thi đấu cho đội tuyển U-23 Trinidad và Tobago the Đại hội Thể thao Liên châu Mỹ 2015 – Nam.
Anh là con trai của cựu cầu thủ người Trinidad Kelvin và em trai của cựu tuyển thủ quốc tế người Trinidad Joevin.

## Sự nghiệp quốc tế

### Bàn thắng quốc tế
Tỉ số và kết quả liệt kê bàn thắng của Trinidad và Tobago trước.
| #  | Ngày                 | Địa điểm                                           | Đối thủ | Tỉ số | Kết quả | Giải đấu                                     |
| -- | -------------------- | -------------------------------------------------- | ------- | ----- | ------- | -------------------------------------------- |
| 1. | 10 tháng 10 năm 2017 | Sân vận động Ato Boldon, Couva, Trinidad và Tobago | Hoa Kỳ  | 2–0   | 2–1     | Vòng loại giải vô địch bóng đá thế giới 2018 |